# Irena Sehnerová
Irena Sehnerová (9. února 1952 Soběslav – 29. května 2009) byla česká nakladatelka, redaktorka, novinářka a spisovatelka.

## Životopis
Irena Sehnerová se narodila 9. února 1952 ve městě Soběslav na jihu Čech. Po maturitě vystudovala Fakultu žurnalistiky Univerzity Karlovy v Praze, dnes Fakulta sociálních věd Univerzity Karlovy, kde získala akademický titul doktor filozofie.
Profesí byla novinářka, nakladatelská redaktorka, editorka, překladatelka, prozaička, autorka kuchařek a publikací o výchově psů. Mezi její známé knihy patří Mami, já nechci umřít... (2006), O převtělování lidí i zvířat (1995), nebo Ach, národe hříšný (2004). Jejím manželem byl Jan Hollauer, který její knihy vydával.
Irena Sehnerová zemřela 29. května 2009 ve věku 57 let na onemocnění ME/CFS.